# Liste der Heimcomputer
Heimcomputer, alphabetisch nach Hersteller sortiert

## Acorn

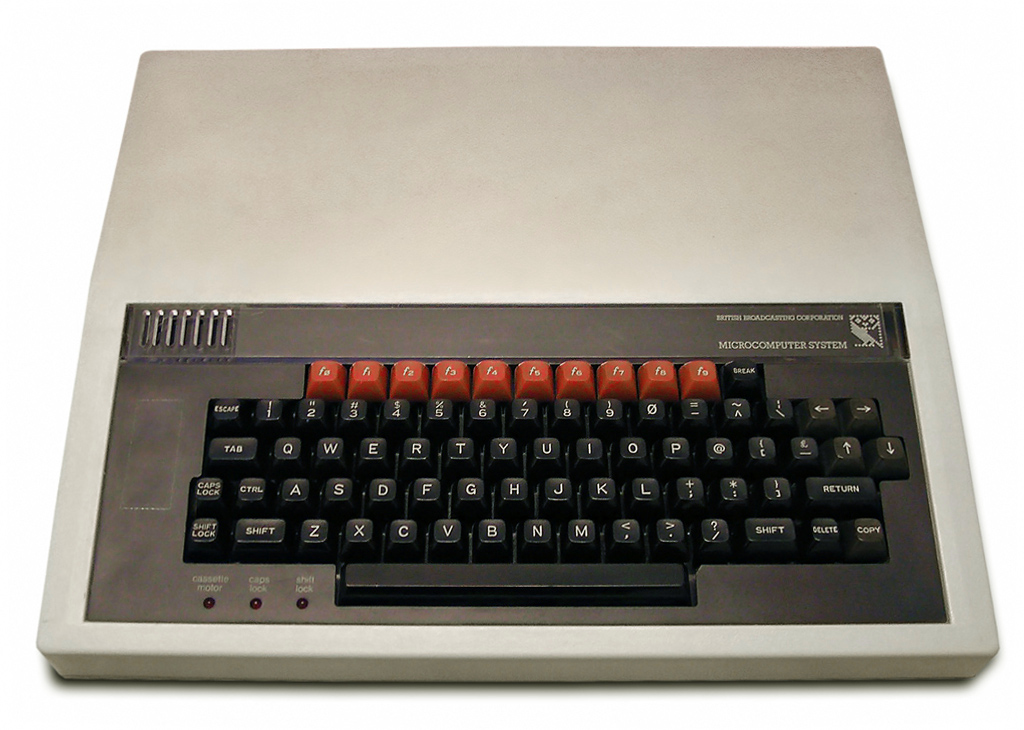
BBC Micro

- Acorn Atom
- Acorn BBC Micro
- BBC Master
- Acorn Electron
- Acorn Archimedes

## Amstrad/Schneider Computer Division

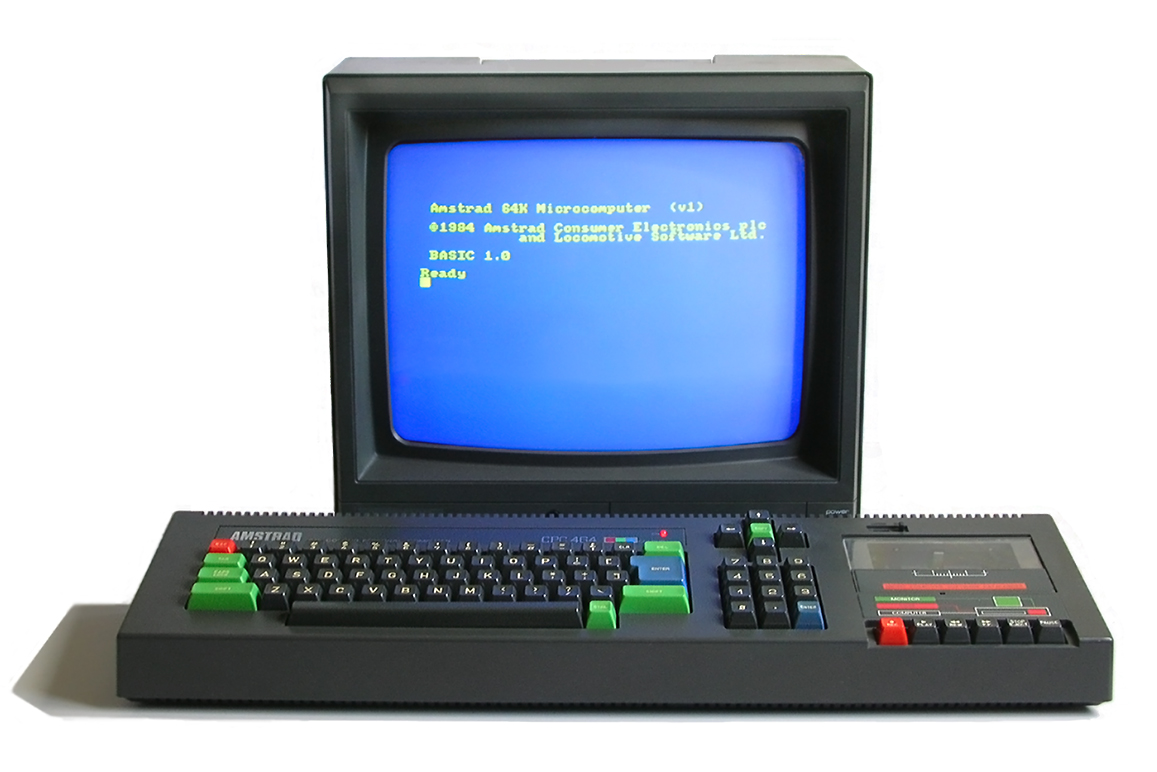
Amstrad CPC464, mit CTM644 Farbmonitor

- CPC464
- CPC472 (nur Amstrad)
- CPC664
- CPC6128
- 464Plus (nur Amstrad)
- 6128Plus (nur Amstrad)
- GX4000 (Spielekonsole)

## Apple

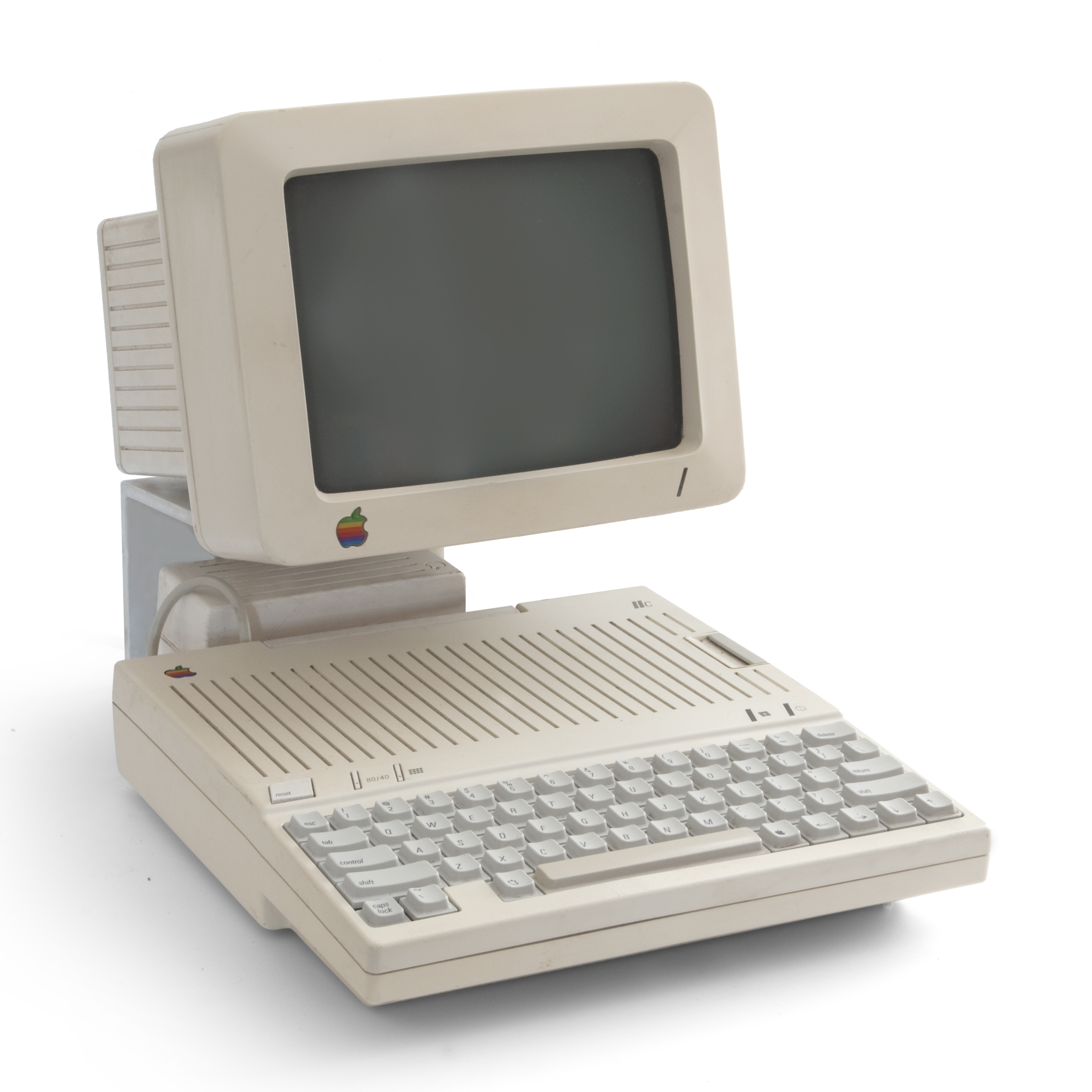
Apple IIc mit Monitor

- Apple I
- Apple II
- Apple II+
- Apple IIe
- Apple IIc

## ARB Plant
- Apogee BK-01
- Apogee BK-01C

## Atari
- Atari 400
- Atari 800

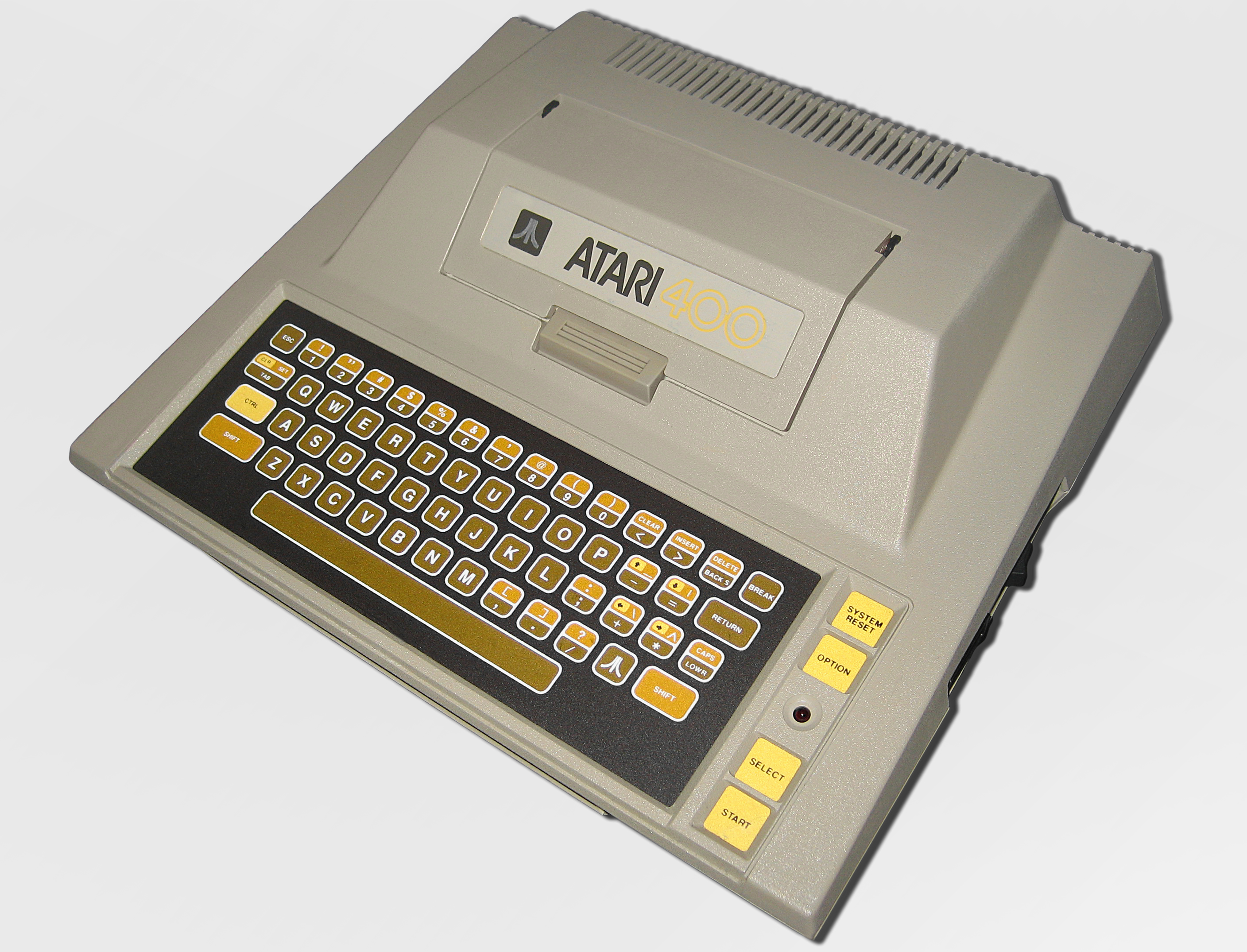
Atari 400

- Atari 1200XL (nur in den USA vertrieben)
- Atari 600XL
- Atari 800XL
- Atari 130XE
- Atari 65XE
- Atari 800XE
- Atari XEGS
- Atari-ST-Reihe
- Atari-STE-Reihe
- Atari TT
- Atari Falcon 030
- Atari Portfolio

## Bit Corporation
- Bit-60
- Bit-79
- Bit-90

## Camputers

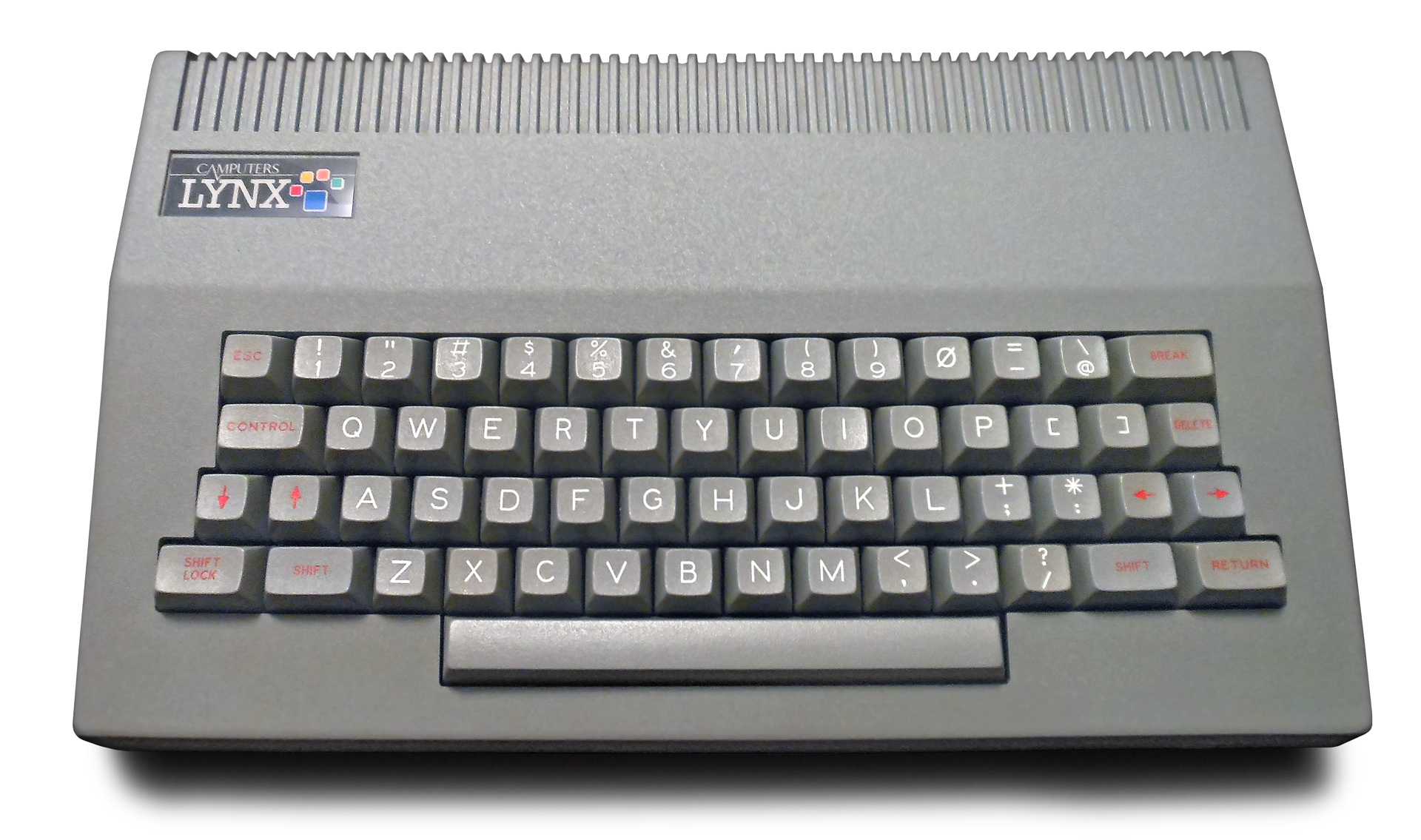
Camputers Lynx

- Camputers Lynx

## Coleco
- Coleco Adam

## Commodore International

### PET/CBM-Serie

Commodore PET 2001, Frontalansicht

- CBM 2000-Serie (Commodore PET)

### CBM-II-Serie
- CBM-500-Serie
- CBM-600-Serie

### 8-Bit-Heimcomputer-Serie

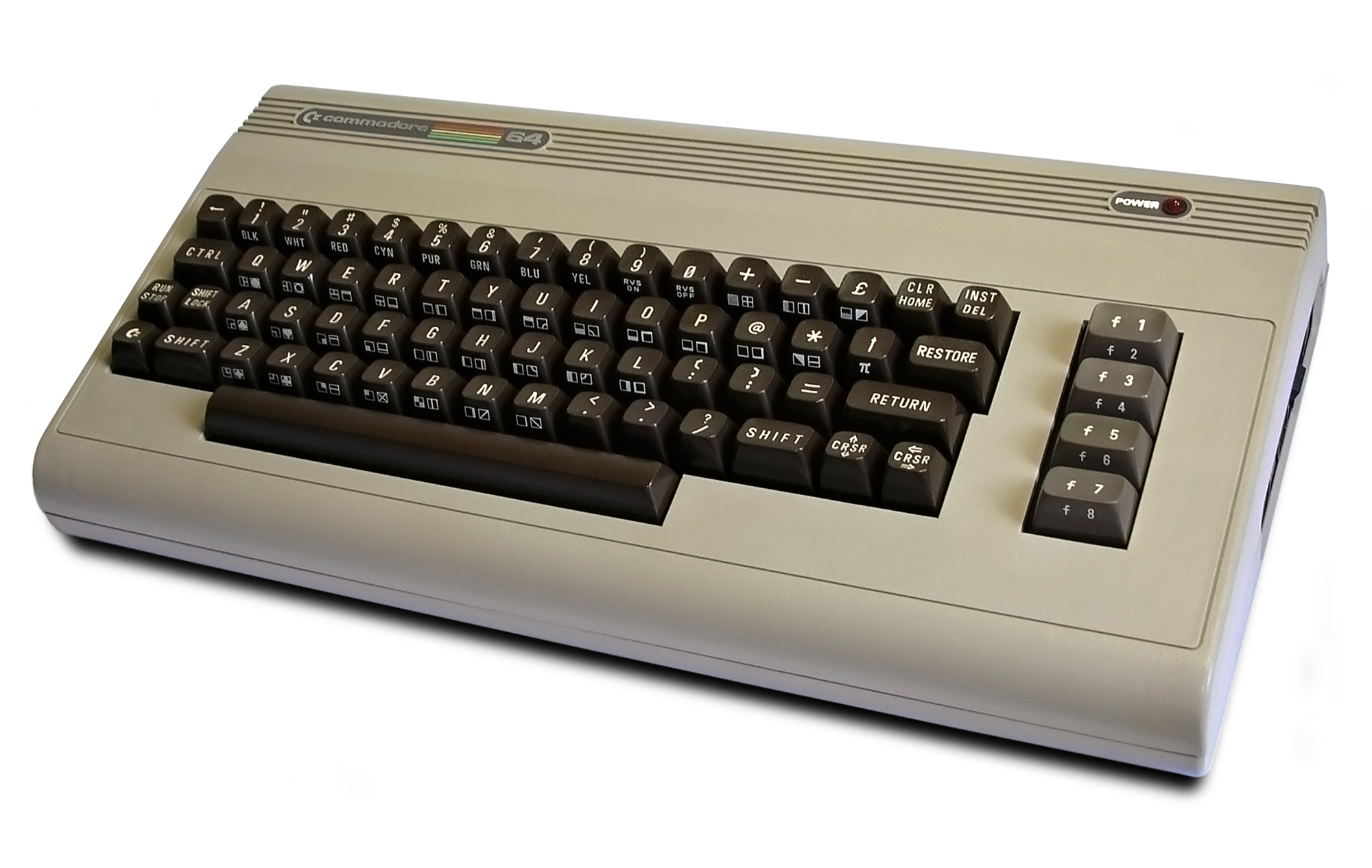
Commodore C64

- VC 20
- C64
- C65 (keine Serienreife)
- C128

### Commodore-264-Serie
- C16
- C116
- Commodore Plus/4

### Amiga

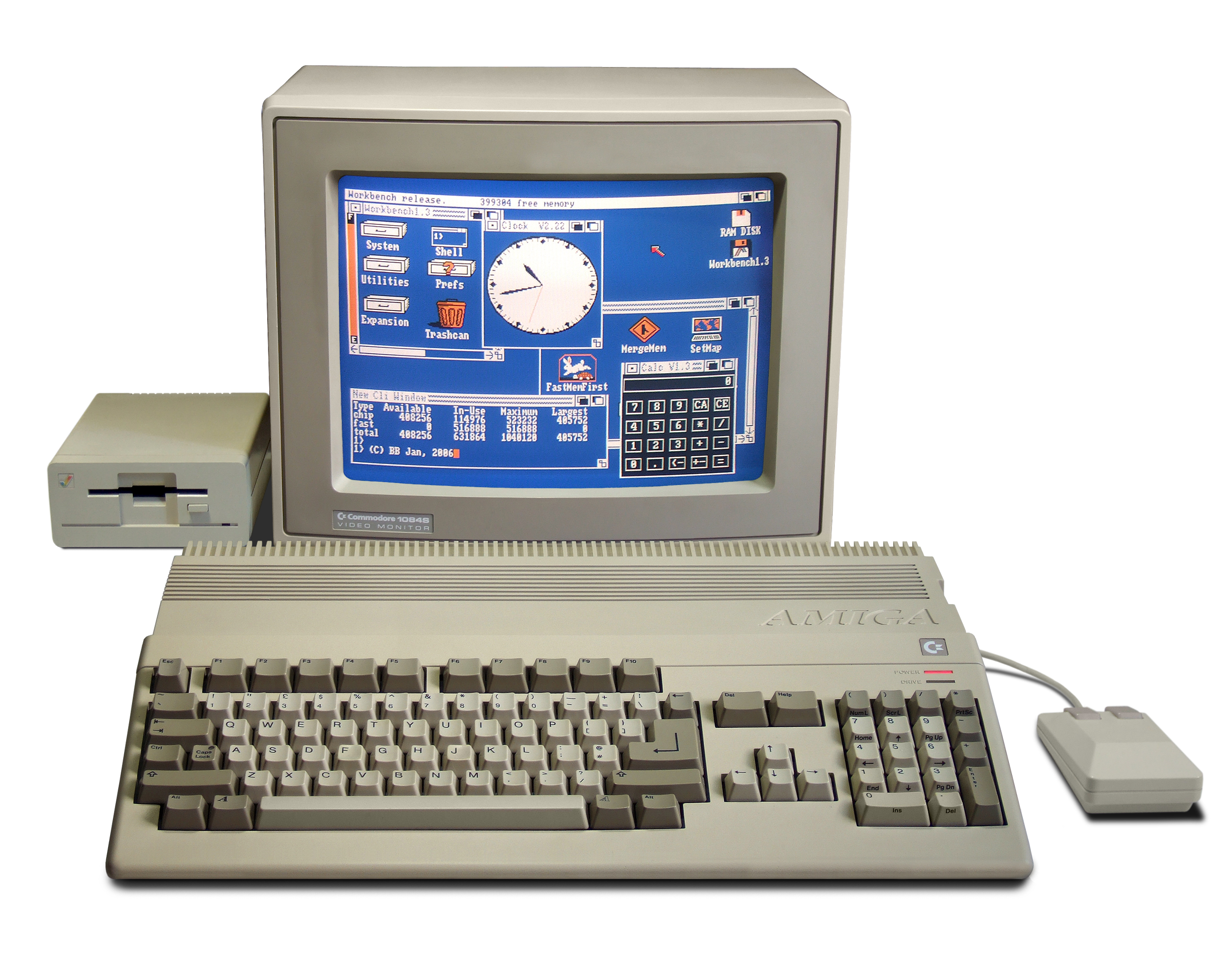
Amiga 500

- Amiga 500
- Amiga 500 Plus
- Amiga 600
- Amiga 1000
- Amiga 1200
- Amiga 1500
- Amiga 2000
- Amiga 2500
- Amiga 3000
- Amiga 3000T
- Amiga 3000UX
- Amiga 4000
- Amiga 4000T
- CDTV
- CD³²

## CCE
- CCE MC-1000

## COMX World Operations Ltd
- Comx 35

## Daewoo

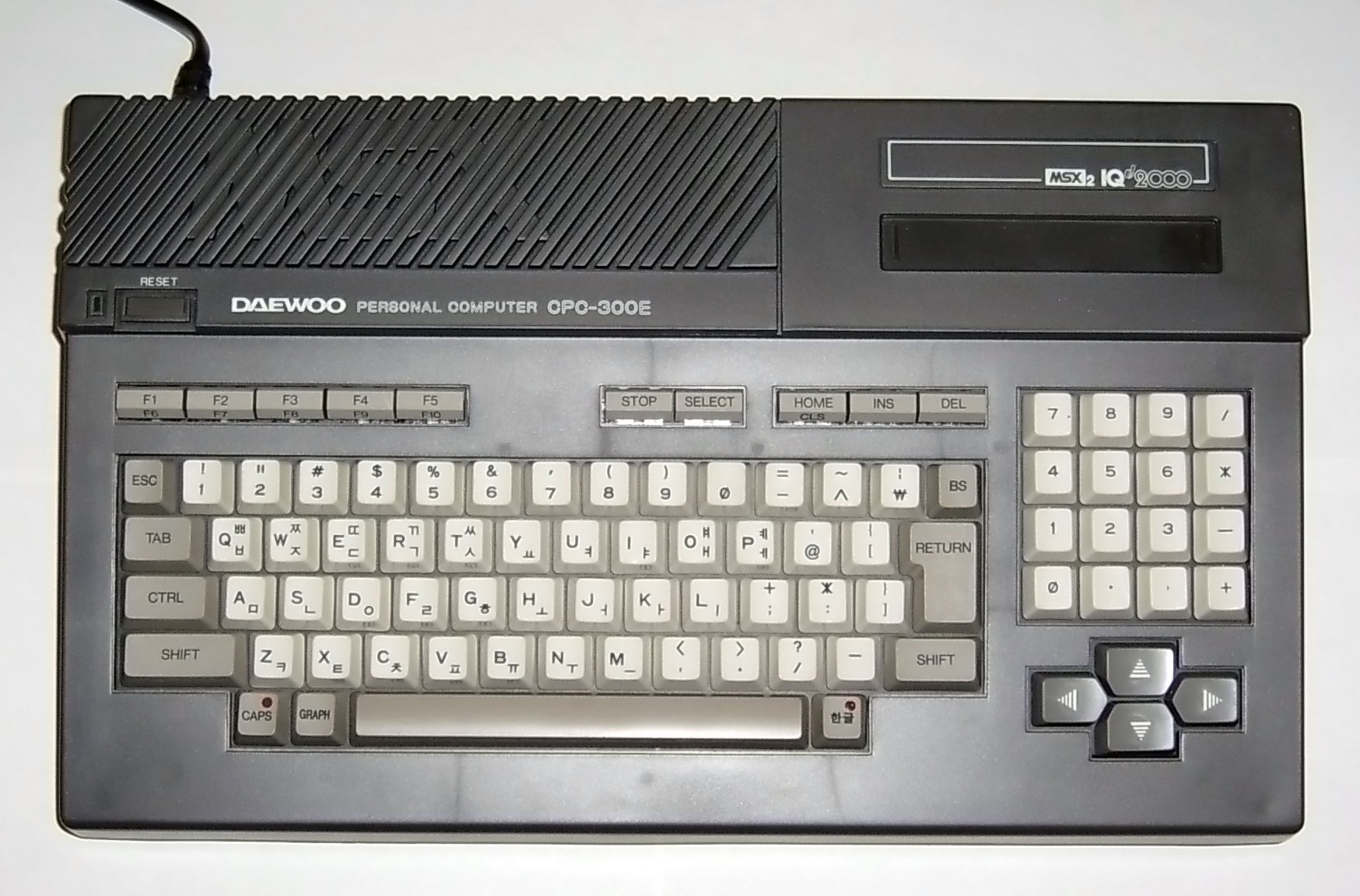
Daewoo CPC-300

- Daewoo CPC-100
- Daewoo CPC-200
- Daewoo CPC-300

## DAI
- DAI

## Dataindustrier AB

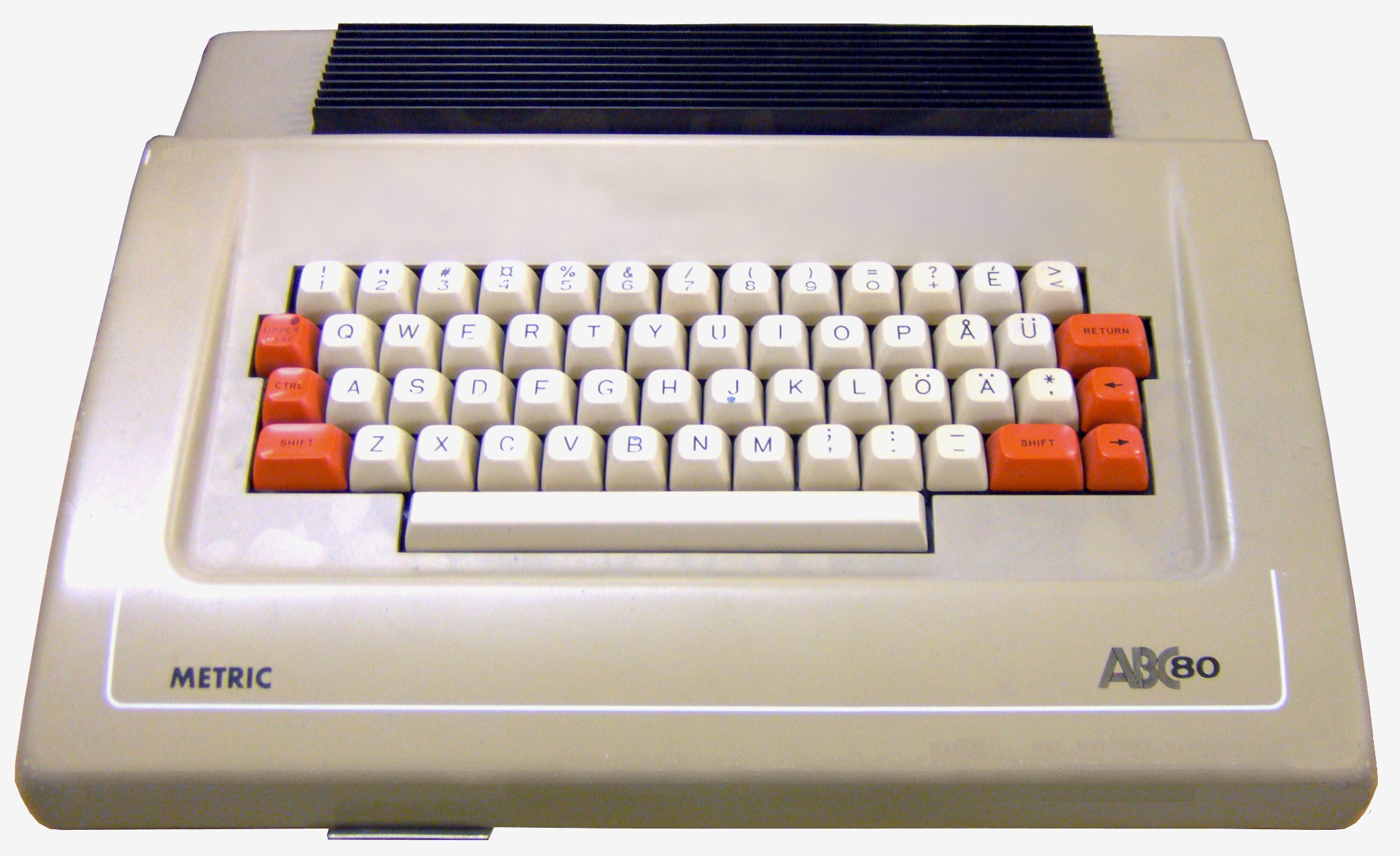
ABC 80

- ABC 80
- ABC 800

## Data General
- Data General/One

## Didaktik Skalica Ltd.
- Didaktik Alfa (Kompatibel mit PMD 85)
- Didaktik Beta (Kompatibel mit PMD 85)
- Didaktik Gama
- Didaktik M
- Didaktik Kompakt

## Dragon

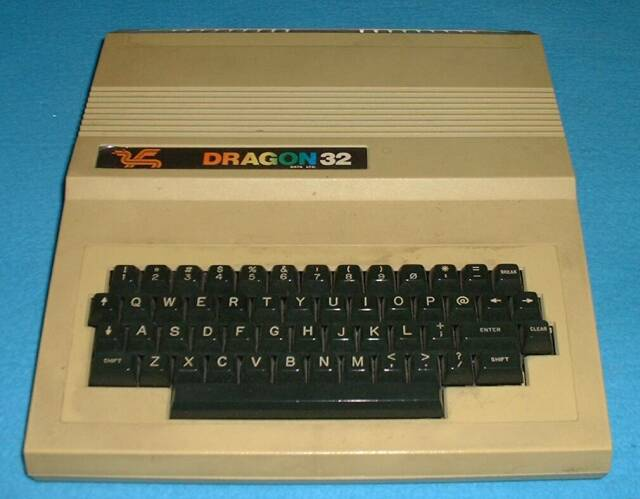
Dragon 32

Kompatibel mit Tandy TRS-80 Color Computer
- Dragon 32
- Dragon 64

## EACA
- Genie I EG3003
- Genie II EG3008
- Genie III EG3200
- Colour Genie EG2000

## Elektronika
- Elektronika BK-0010

## Enterprise

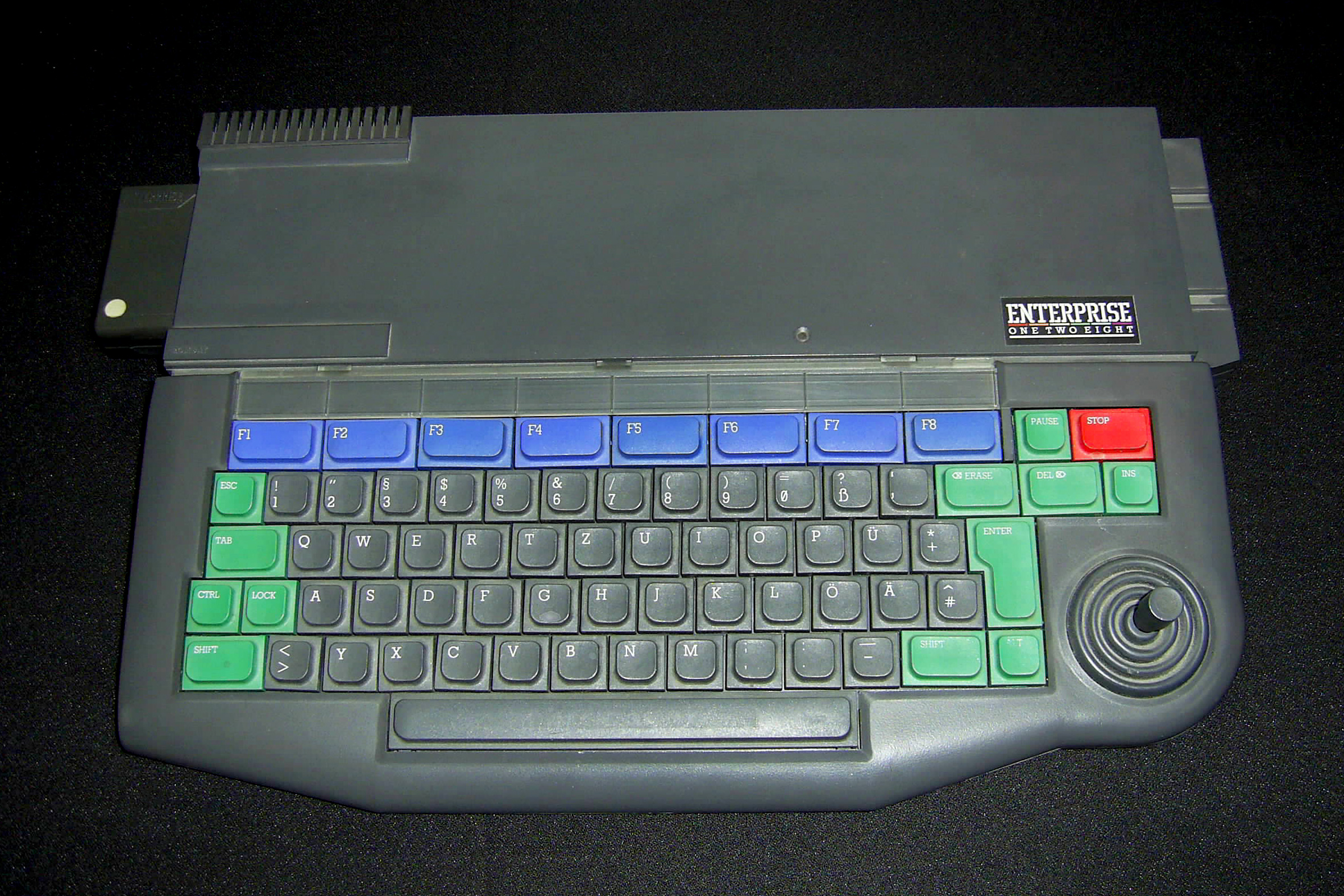
Enterprise 128

- Enterprise 64
- Enterprise 128

## exelvision
- EXL 100
- Amper ExelTel

## Grundy
- Grundy NewBrain

## IBM
- IBM PCjr
- IBM PS/1
- IBM Aptiva

## Intelligent Systems Corp.
- Compucolor 8001
- Compucolor II

## Jupiter

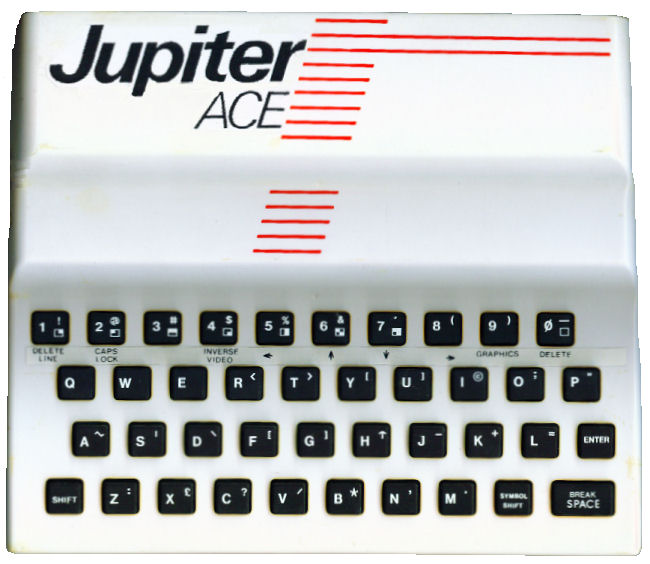
Jupiter Ace

- Jupiter Ace

## Matra

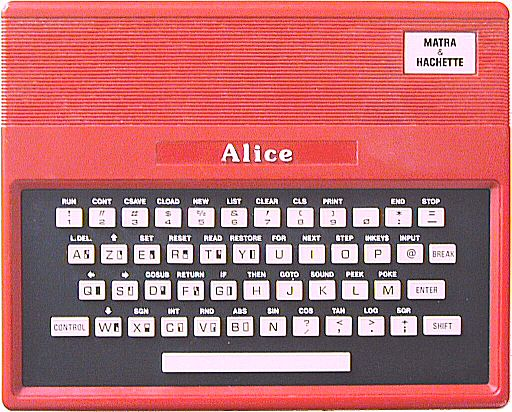
Matra Alice

- Matra Alice
- Matra Alice 32
- Matra Alice 90

## Mattel
- Mattel Aquarius

## Memotech
- Memotech MTX500
- Memotech MTX512
- Memotech RS128

## MGT
- SAM Coupé (Variante des ZX Spectrum)

## VEB Mikroelektronik Mühlhausen (imKombinat Mikroelektronik)
- HC 900
- KC 85/2
- KC 85/3
- KC 85/4
- KC compact

## Microkey
- Primo A-32
- Primo A-48
- Primo A-64
- Primo B-64

## Micronique
- Victor Lambda
- Victor I
- Victor II
- Hector 2HR
- Hector HRX
- Hector MX

## MITS

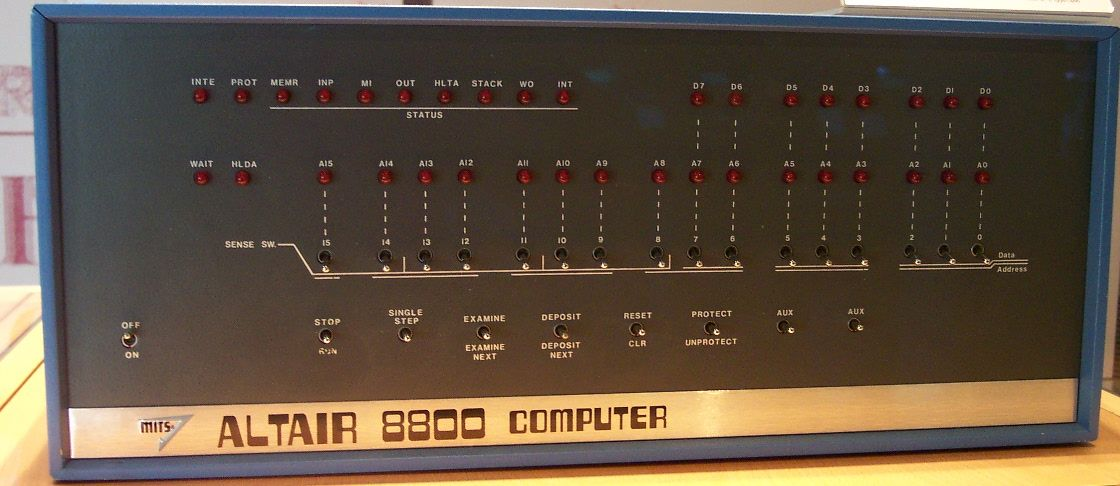
Altair 8800

- Altair 8800

## MOS Technology
- KIM-1, ein Einplatinencomputer

## Nascom
- Nascom 1
- Nascom 2

## NEC

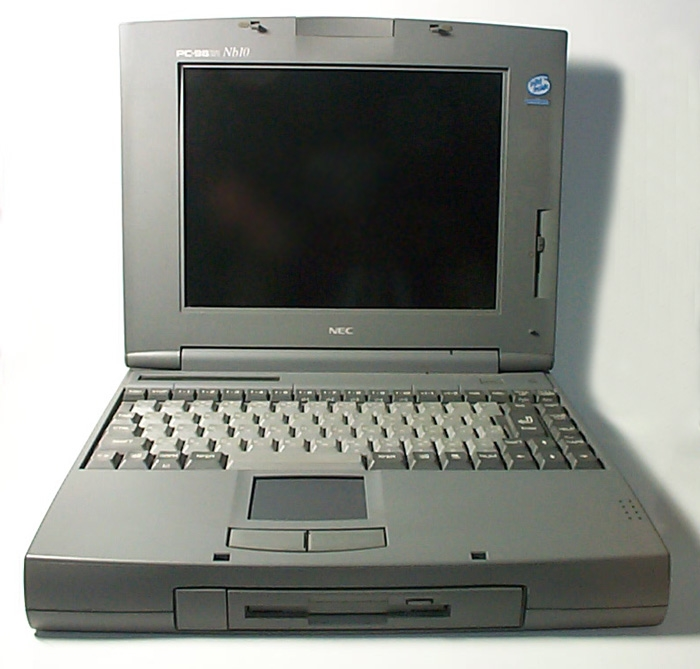
NEC PC-9821 Nb10

- PC-100
- PC-6001
- PC-6082
- PC-8001
- PC-8001B
- PC-8801
- PC-9801

## PEL Varaždin

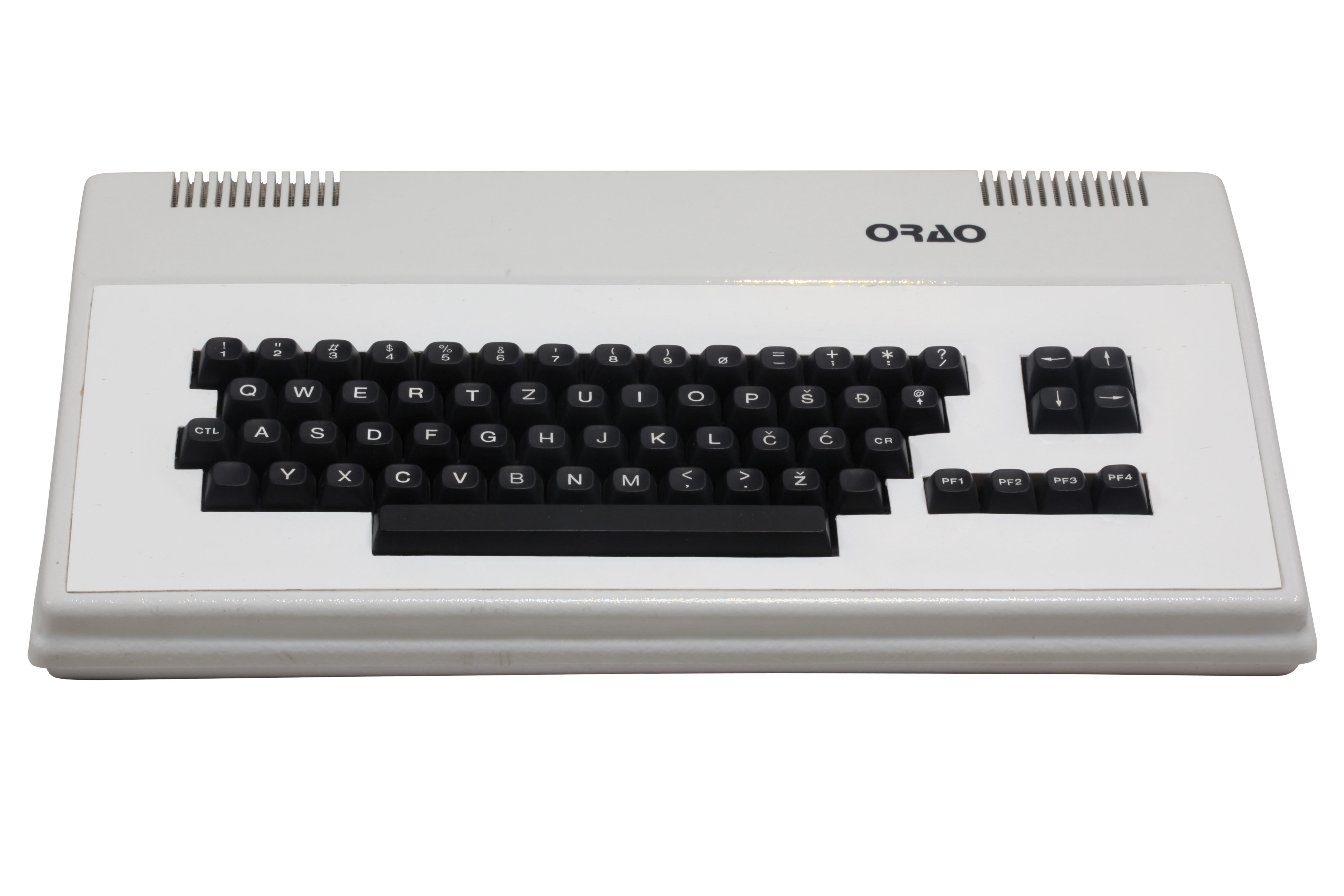
Orao

- Galeb
- Orao

## Philips

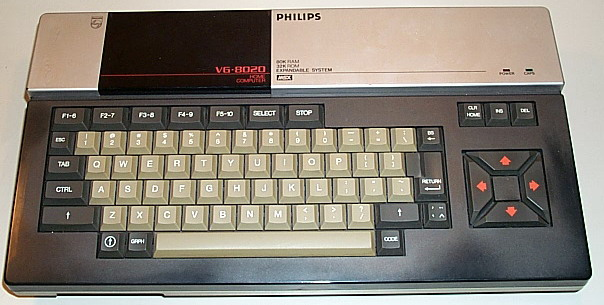
Philips VG-8020

- Philips VG-8010
- Philips VG-8020
- Philips VG-8235
- Philips NMS-8250
- Philips NMS-8280
- Philips P2000T

## Rabbit Computer

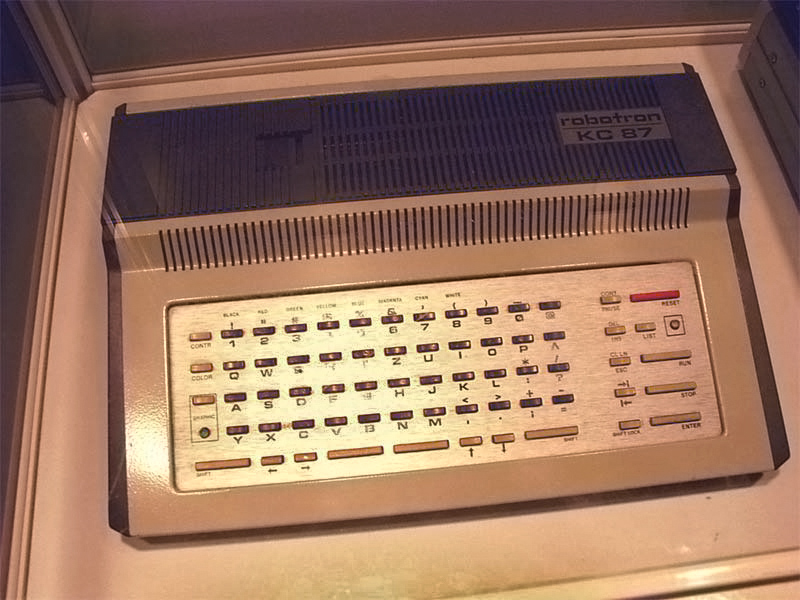
Kleincomputer robotron KC 87

- Rabbit Computer RX83

## Robotron
- Z1013
- LC80
- Z 9001
- KC 85/1
- KC 87

## Sanyo
- Sanyo PHC-10
- Sanyo PHC-20
- Sanyo PHC-25
- Sanyo PHC-28
- Sanyo PHC-35
- Sanyo PHC-70FD

## Sega
- SC-3000
- Sega AI Computer

## Sharp
- Sharp MZ-40K
- Sharp MZ-80K (1979)
- Sharp MZ-80C (1979)
- Sharp MZ-80A
- Sharp MZ-80B (1981)
- Sharp MZ-2000 (1982)
- Sharp MZ-3500 (1983)
- Sharp MZ-5500 (1983)
- Sharp MZ-5600
- Sharp MZ-2200 (1983)

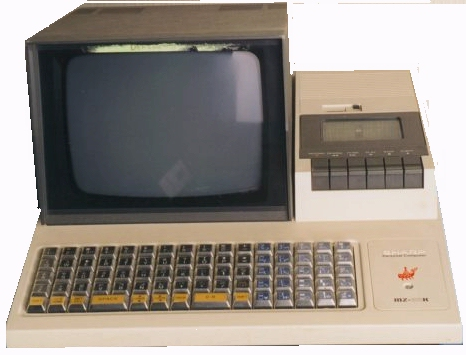
Sharp MZ80K

- Sharp MZ-700 als MZ-711, MZ-721, MZ-731, MZ-780 (1983)
- Sharp MZ-800 als MZ-811, MZ-821,  MZ-831 (1984)
- Sharp MZ-1200
- Sharp MZ-1500
- Sharp MZ-6500
- Sharp MZ-2500 (1985)
- Sharp MZ-8000
- Sharp MZ-2800 (1987)
- Sharp PC-1210
- Sharp PC-1211
- Sharp PC-1251
- Sharp PC-1262
- Sharp PC-1401
- Sharp PC-1403
- Sharp PC-1450
- Sharp PC-1500/A
- Sharp PC-1600
- Sharp PC-3000
- Sharp PC-E500(S)
- Sharp X1
- X68000

## Sinclair Research

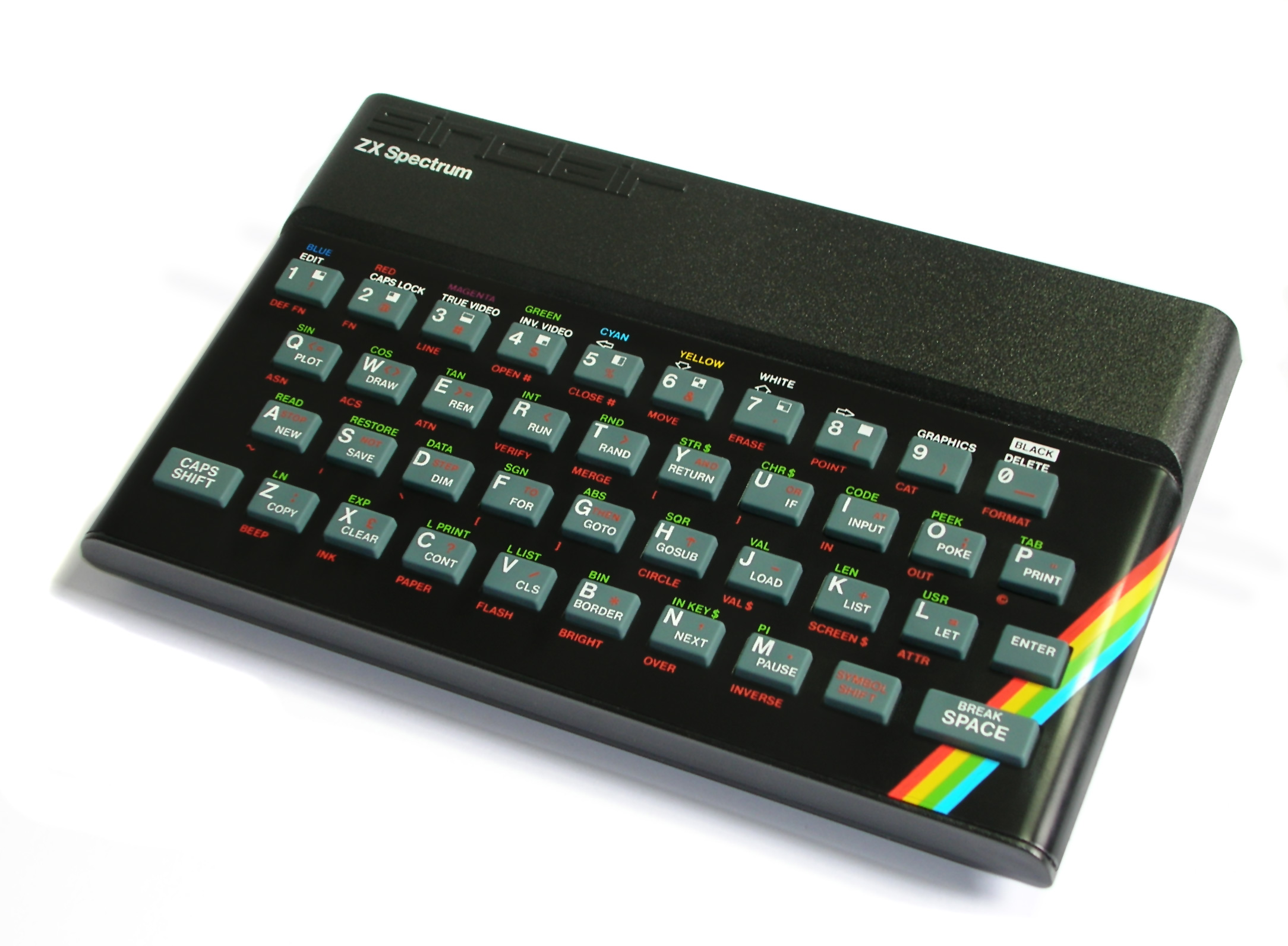
Sinclair ZX-Spectrum

- MK 14
- Sinclair ZX80
- Sinclair ZX81
- Sinclair ZX Spectrum
- Sinclair ZX Spectrum Plus
- Sinclair ZX Spectrum +2
- Sinclair ZX Spectrum +3
- Sinclair ZX Spectrum 128
- Sinclair QL

## Sony

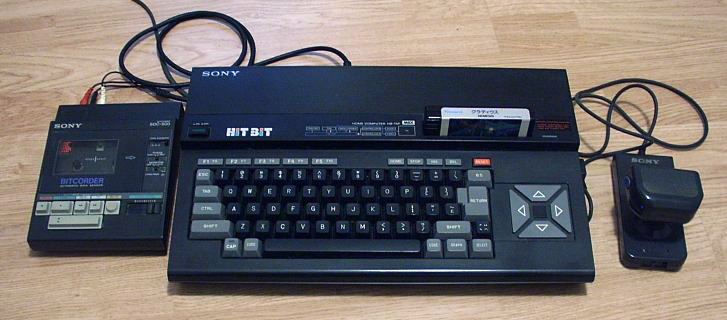
Sony Hit Bit HB-75P

- Hit Bit HB-75P (MSX-1)
- Hit Bit HB-F700 (MSX-2)

## Sord Computer Corporation
- M 100
- M 23
- M 5

## Spectravideo
- Spectravideo CompuMate
- Spectravideo SV-318
- Spectravideo SV-328
- Spectravideo SVI-728
- Spectravideo SVI-738 X'Press

## Tandy / Radio Shack

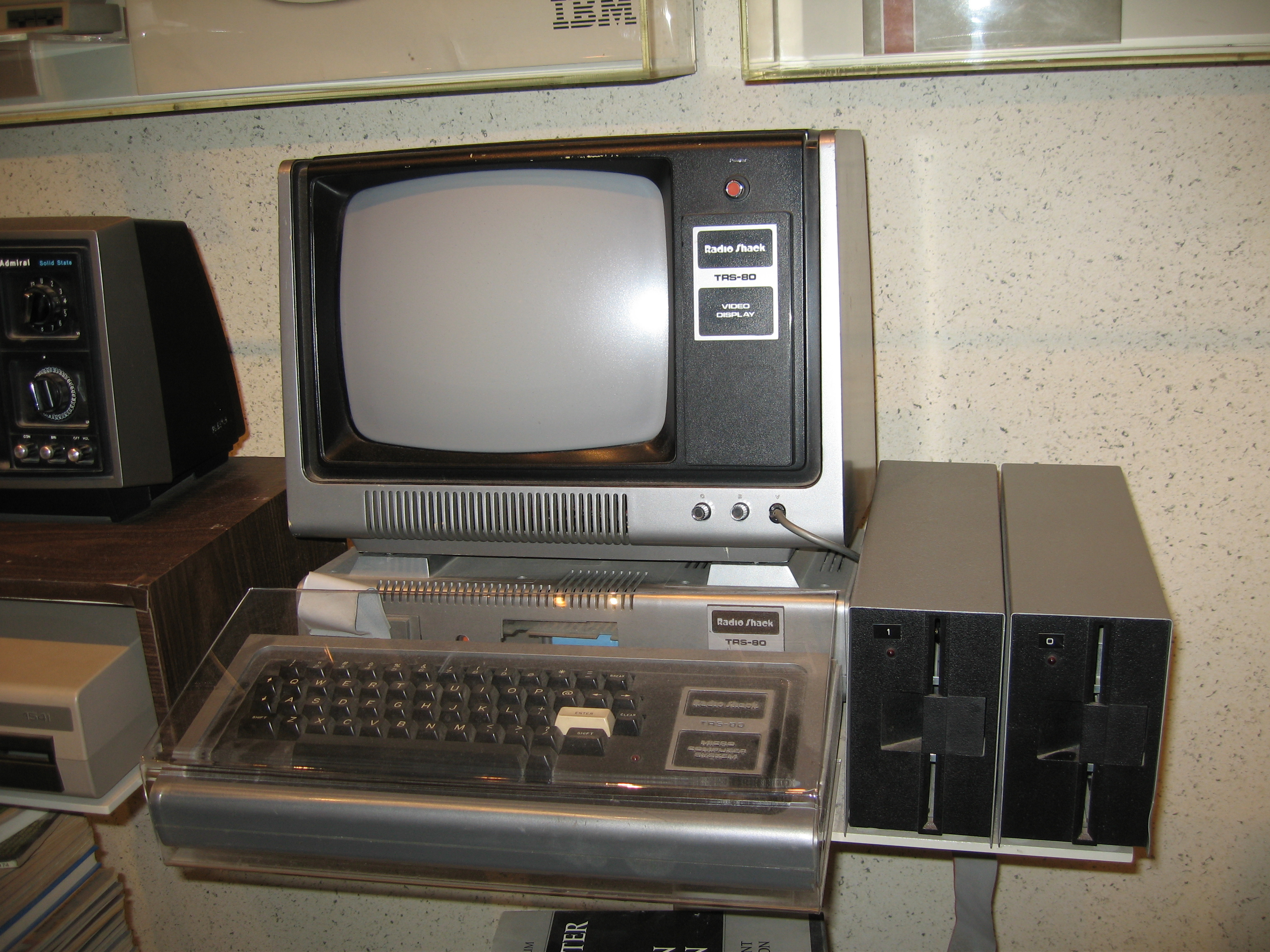
Tandy TRS-80 Model 1

- TRS-80 Model 1
- TRS-80 Color Computer (CoCo)
- Tandy TRS-80 MC-10
- Tandy 1000

## Tangerine

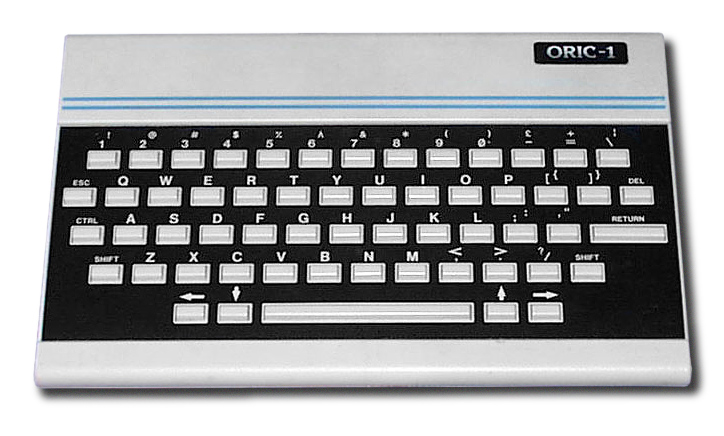
Oric-1

- Microtan 65
- Oric 1
- Oric Atmos
- Oric Telestrat

## Tatung
- Tatung Einstein TC-01
- Tatung Einstein 256

## Tesla a.s.

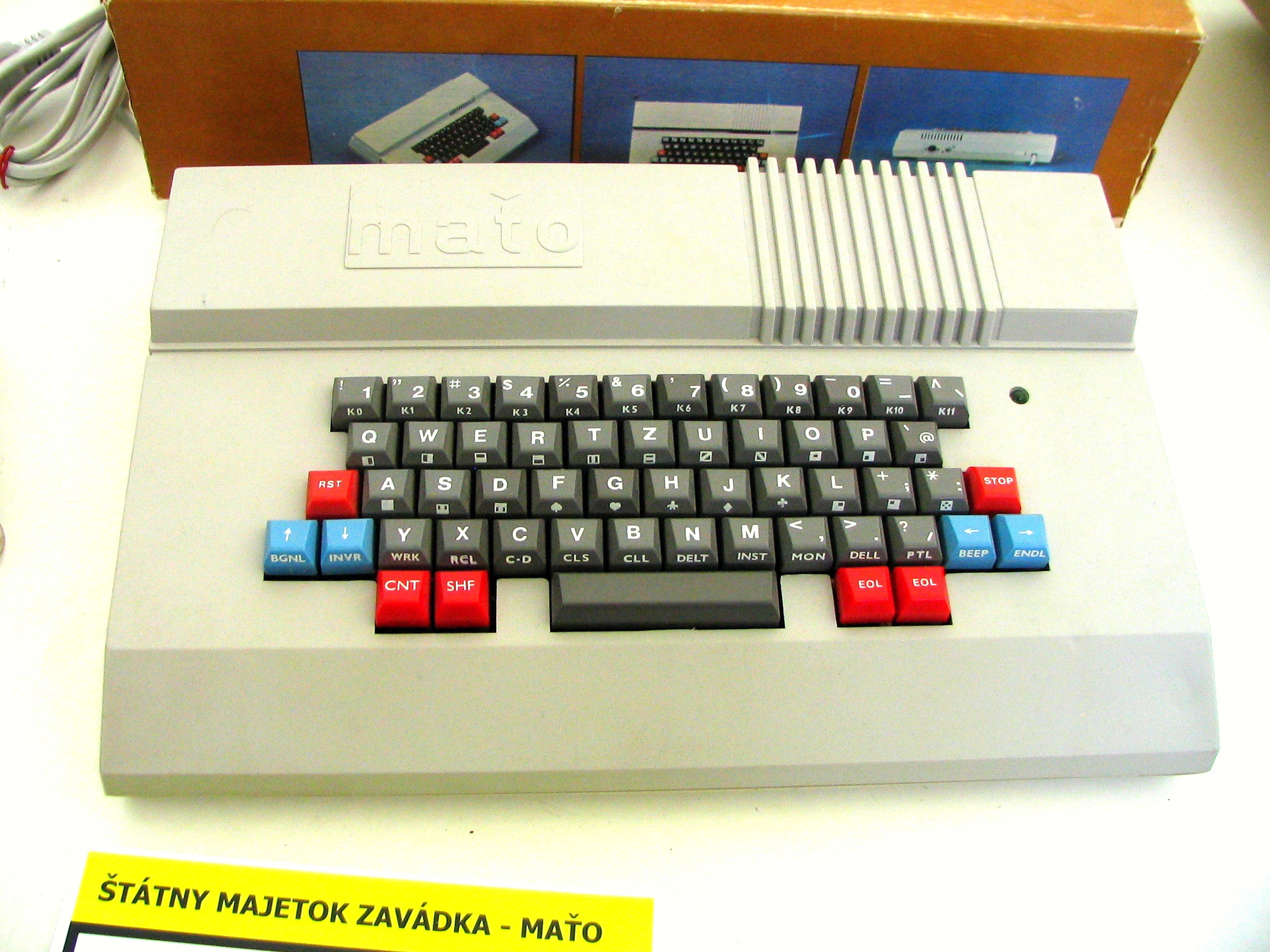
MAŤO

- PMD 85
- MAŤO
- Ondra
- SAPI 1

## Texas Instruments

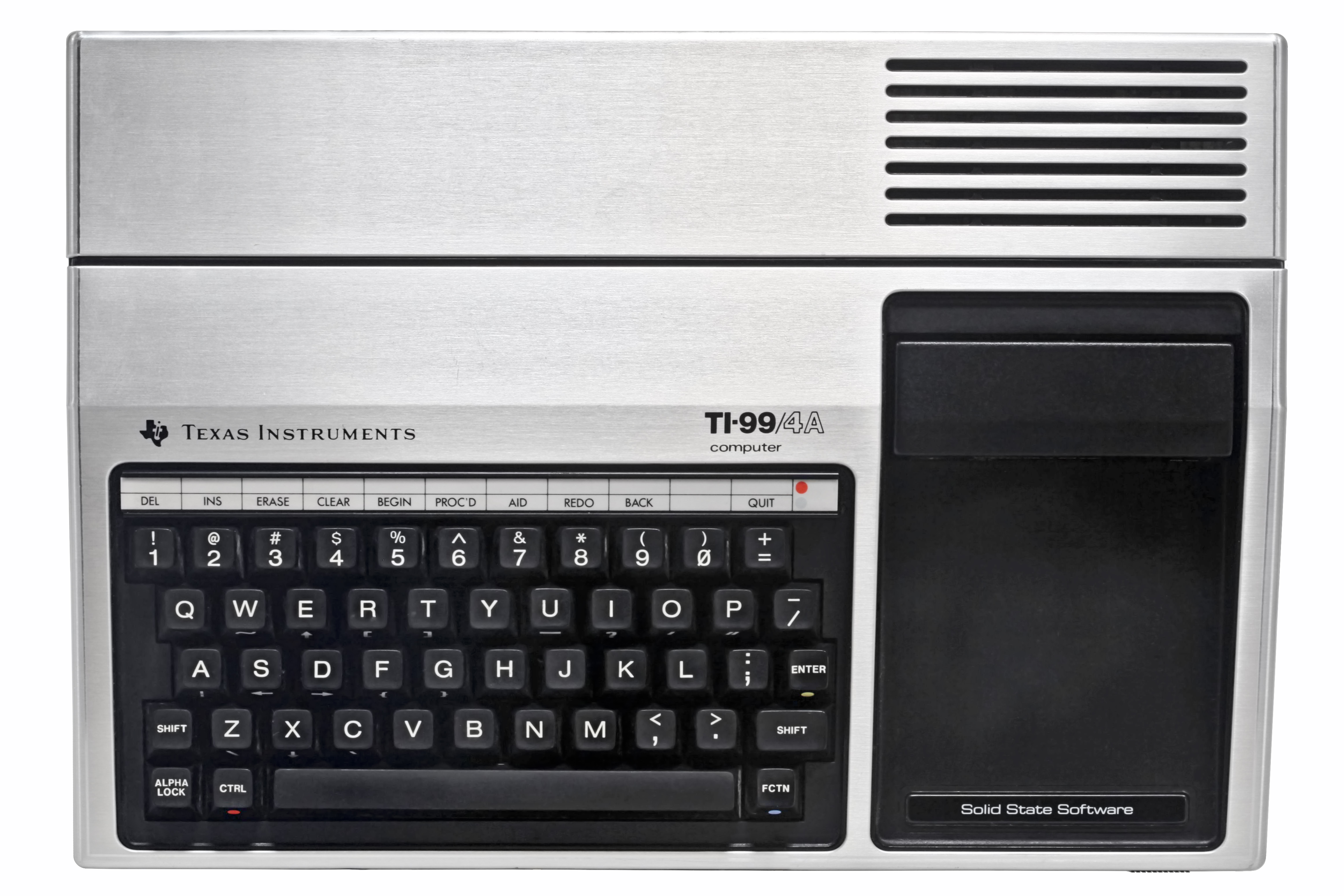
TI-99/4A

- TI-99/4
- TI-99/4A

## Texet
- TX8000 – siehe VTech Laser 200

## Thomson
- MO5
- MO5E
- MO6
- TO7
- TO7-70
- TO8
- TO8D
- TO9
- TO9+

## Toshiba
- Toshiba HX-10
- Toshiba HX-20
- Toshiba HX-21
- Toshiba HX-22
- Toshiba HX-23
- Toshiba HX-30
- Toshiba HX-31
- Toshiba HX-32
- Toshiba HX-33
- Toshiba HX-34
- Toshiba HX-51
- Toshiba HX-52

- Toshiba Pasopia PA7010
- Toshiba Pasopia 5
- Toshiba Pasopia 7

## Triumph-Adler
- Triumph Adler Alphatronic PC
- Alphatronic PC16

## VTech

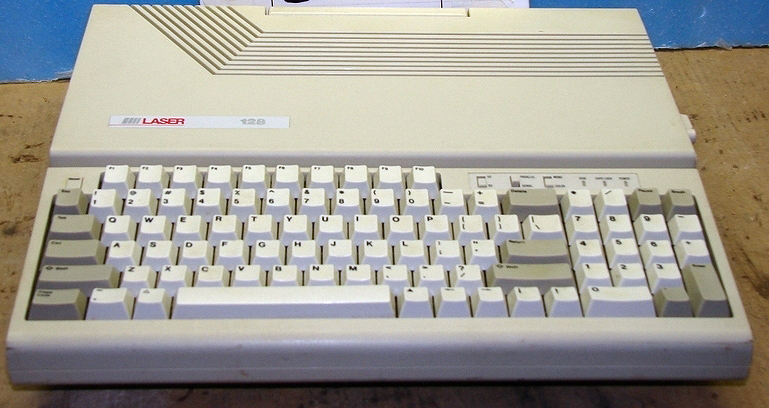
Laser 128

- Laser 2001
- Laser 100/110
- Laser 3000
- Laser 50 / ONE
- Laser 350 / 500 / 700 / 750
- Laser 128 / 128EX / 128EX2
- Laser 200 / 210 (Laser 2001)[1][2]
- Laser 310

## Ohne Hersteller

### Selbstbauprojekte

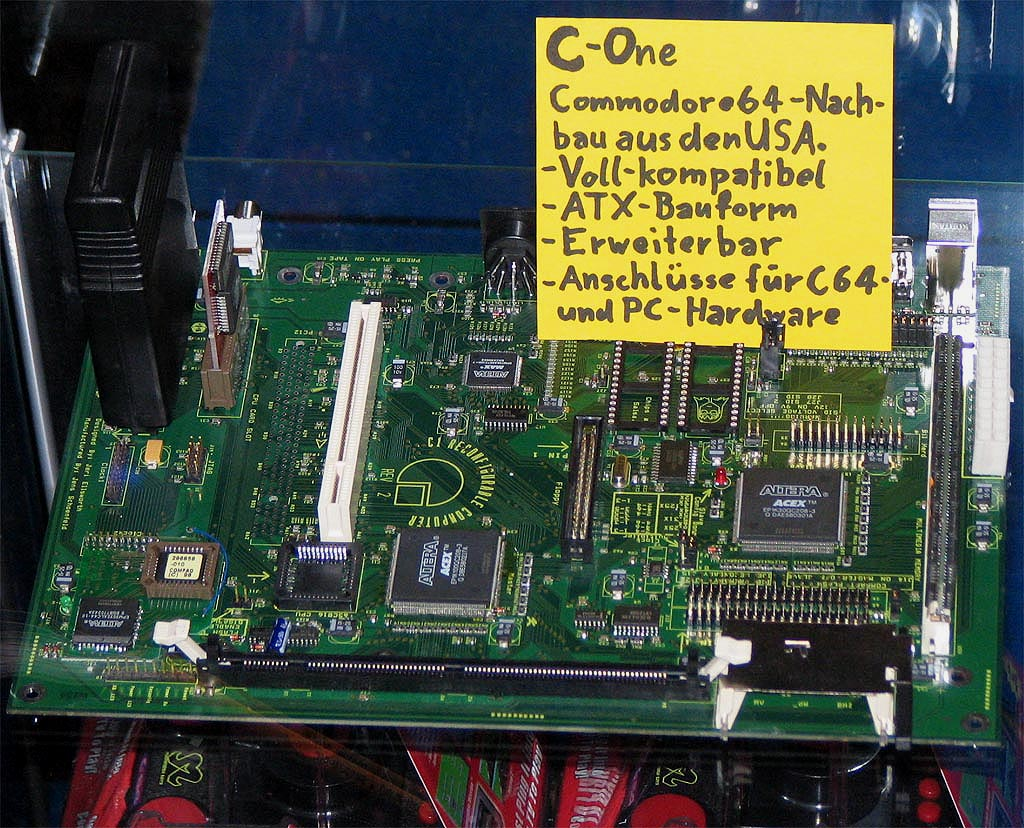
C64-Nachbau C-One

- AC1 (Amateurcomputer 1, von der DDR-Zeitschrift Funkamateur)
- LC80, ein Einplatinencomputer aus der DDR
- Mein Homecomputer selbstgebaut (nach dem gleichnamigen Buch aus dem Ravensburger Verlag 1986; ISBN 3-473-44005-1)
- Junior-Computer, ein Einplatinencomputer auf Basis der 6502-CPU, erschienen 1980 in der bundesdeutschen Zeitschrift Elektor
- SAMSON-65 Größerer Nachfolger des Junior-Computers im Großen Desktop-Gehäuse mit Videokarte, Floppy-Controller und I/O auf Europakarten.
- Ju-Te-Computer (aus der Zeitschrift Jugend+Technik)
- MOPPEL, das MOdulare Prozessor Programm der ELO, ein Rechner im Baukastensystem auf Basis eines 8080, welches von der Zeitschrift ELO publiziert wurde und nachgebaut werden konnte.
- COBOLD ein von der Zeitschrift Elrad (später c’t) ab März 1983 vorgestellter 3-Platinen-Computer mit 6502 CPU, wobei zwei der Platinen nur Bus und Tastatur/Display beinhalten. Faktisch ist er also ein Einplatinencomputer, der durch seine I/O-Möglichkeiten gut für Steuerungszwecke geeignet war.
- NDR-Klein-Computer (entstand als Einplatinencomputer 1984 im Rahmen einer vielteiligen Schulfernseh-Sendung zunächst mit dem Zilog Z80, später dem Motorola 68008 als Prozessor)
- C-One (Neubau des C64 von Jeri Ellsworth auf Basis von konfigurierbaren FPGAs, welche die Spezialchips ersetzen; das Gerät ist mittlerweile in der Lage, auch andere 8-Bit-Computer zu simulieren)
- Ein Clone des Apple I, der Replica I, wurde 2003 gebaut
- Elektor Computer 74, ein sechsteiliges Selbstbauprojekt der Zeitschrift Elektor aus dem Jahr 1974, vorwiegend realisiert mit Standard-TTL-Bausteinen der 74er-Reihe.
- Galaksija, ein slowenischer Rechner aus dem Jahr 1984